# Кула (язовир)
Вижте пояснителната страница за други значения на Кула.
Кула е язовир на река Тополовец. Най-големият язовир в Област Видин. Използва се и като място за отдих и риболов.